# Staro mesto Šanghaj
Staro mesto Šanghaj (kitajsko: 上海老城厢; pinjin: Shànghǎi Lǎo Chéngxiāng; šanghajsko: Zånhae Lo Zenshian), prej znano tudi kot Kitajsko mesto, je tradicionalno mestno jedro Šanghaja. Njegovo mejo je včasih določal obrambni zid. Staro mesto je bilo sedež okrožja za staro okrožje Šanghaj. S prihodom tujih koncesij v Šanghaju je staro mesto postalo le del mestnega jedra Šanghaja, vendar je še desetletja ostalo sedež kitajske oblasti v Šanghaju. Med pomembne značilnosti spada Tempelj mestnega boga, ki stoji v središču starega mesta in je povezan z vrtom Jujuan. Z izjemo dveh kratkih odsekov so obzidje porušili leta 1912, čez nekdanje obzidje in jarek pa so zgradili široko krožno avenijo: južno polovico so poimenovali »cesta Džonghua«, severno polovico pa »cesta Minguo« (skupaj sestavljata »DŽonghua Minguo« ali »Republika Kitajska« v kitajščini) (severno polovico je nova komunistična vlada Šanghaja leta 1950 preimenovala v »cesto Renmin« (»Ljudska cesta«).
Staro mestno jedro je bilo desetletja v bistvu na meji s starim okrožjem Nanši, ki je danes del okrožja Huangpu.

## Utrdbe
Okoli okrožnega središča Šanghaja so morda že od 11. stoletja obstajale nekakšne obrambne zgradbe. Mestno obzidje, ki je preživelo do 20. stoletja in katerega deli so se ohranili do danes, je bilo zgrajeno leta 1554 v času dinastije Ming, da bi mesto zaščitili pred napadi japonskih piratov. Merilo je 10 metrov visoko in 5 kilometrov v obsegu. Poleg lokalne garnizije je bilo mesto obdano s postojankami vojske dinastije Čing v Džjangningu (Nanking), Džingkouju (Džendžjang), Hangdžovu in Džapu.
Prvotno je bilo v strukturo vgrajenih šest kopenskih vrat (čez ceste) in tri vodna vrata (čez kanale):
| Vrata starega mesta Šanghaj |       |       |
| Zemljevidi starega mesta | Vrata | Slika |
| zemljevid Šanghaja v Šanghaj Šjandži. zemljevid Šanghaja, 1553 (izdan 1813). zemljevid Šanghaja (ok. 1860) zemljevid Šanghaja (ok. 1860) Rdeča: Stara vrata modra: vodna vrata zelena: nova vrata (1909) |       |       |
| mala severna vrata (小北門 ali 拱辰門) (zgrajena 1909) |       |       |
| Stara severna vrata 老北門 tudi: 晏海門 "Vrata mirnega morja" |       |       |
| Nova severna vrata 新北門 (zgrajena 1860) tudi: 障川門 |       |       |
| Nova vzhodna vrata (新東門, 福佑門) (zgrajena 1909) |       |       |
| Mala vzhodna vrata 小東門 tudi: 宝帯門 "Vrata diamantnega pasu" |       |       |
| mala vzhodna vodna vrata 小東門水門 tudi: 小東門處跨方浜 |       |       |
| Velika vzhodna vrata 大東門 tudi: 朝宗門 "Vrata dinastičnih prednikov" |       |       |
| Vzhodna vodna vrata 東門水門 |       |       |
| Mala južna vrata 小南門 tudi: 朝陽門 "Vrata vzhajajočega sonca" |       |       |
| Velika južna vrata 大南門 tudi: 跨龍門 "Vrata skakajočega zmaja" |       |       |
| mala zahodna vrata (小西門 or 尚文門) (zgrajena 1909) |       |       |
| Zahodna vodna vrata 西門水門 tudi: 西門跨肇嘉浜 |       |       |
| Stara zahodna vrata Laošimen 老西門 tudi: 儀鳳門 "Vrata krepostnega feniksa" |       |       |

Obzidje je obdajal zaščitni jarek, širok 20 metrov in globok 6 metrov, do katerega se je dostopalo skozi tri vodna vrata (dve na vzhodu, ena na zahodu).
Leta 1860 so bila zgrajena nova vrata: Nova severna vrata (Šinbeimen ali Šosenmon). Leta 1909 so bila prebodena troja nova vrata:
Mala zahodna vrata (Koseimon ali Šangvenmon), Mala severna vrata (Kobeimen ali Gongdžinmon) in Nova vzhodna vrata (Šintongmen ali Fujoumon).
- Obzidano mesto Šanghaj v času dinastije Ming
- Šanghajsko obzidje starega mestnega jedra
- Starodavni pogled na Dajing Ge
- Slika starega mesta
- Zunanji jarek starega mestnega jedra

Staro mestno obzidje je leta 1912 razstavil general Čen Čimei, novi guverner Šanghaja.
Razen dveh manjših ohranjenih delov je bilo obzidje leta 1912 porušeno, na mestu obzidja in jarka pa je bila zgrajena široka krožna avenija. Severna polovica krožne ceste je bila dokončana leta 1913. V počastitev ustanovitve Republike Kitajske leta 1912 in ker je cesta predstavljala mejo med kitajskim mestom in francosko koncesijo, so cesto poimenovali Boulevard des Deux Républiques (dobesedno 'Bulevar dveh republik') ali Fa-Hua Minguo Lu v kitajščini (dobesedno 'Cesta francoske in kitajske republike'), pogosto skrajšano na Minguo Lu (ali 'Cesta republike'). Leta 1914 je bil dokončan južni del krožne ceste in poimenovan Džonghua Lu (dobesedno 'Kitajska cesta'). Običajna imena obeh cest skupaj so sestavljala »Džonghua Minguo« ali »Republika Kitajska« v kitajščini (severno polovico je nova komunistična vlada Šanghaja leta 1950 preimenovala v »Renmin Road« (»Ljudska cesta«).
Danes sta ostala le dva zelo majhna dela. Pomembnejši od njih je eden od stolpov (paviljonov) nad vrati, danes muzej paviljona Dajing Ge.
- Razstavljanje starega mestnega obzidja leta 1911
- Razstavljanje starega mestnega obzidja leta 1912

## Staro mesto in tuje koncesije
Po opijski vojni leta 1842 so bile v Šanghaju ustanovljene različne tuje koncesije. Staro mesto je ostalo pod kitajskim nadzorom, medtem ko so se tuje koncesije severno in zahodno od njega hitro razvile v nova urbana območja Šanghaja. Staro mesto je postalo med vse bolj kozmopolitskim prebivalstvom znano kot kitajsko mesto ali južno mesto za lokalne Kitajce, medtem ko so koncesije imenovali severno mesto (北市). Sprva so se v koncesijah lahko naselili le tujci (čeprav so v koncesijah vedno živeli že obstoječi kitajski prebivalci), medtem ko so novo prispeli kitajski migranti živeli v strnjenih razmerah v starem mestu, ki je delovalo kot nekakšen geto.
Med uporom Tajpingov leta 1853 so staro mesto zavzele sile Društva majhnih mečev. Guverner Šanghaja Vu Džjandžang je pobegnil v britansko koncesijo in je moral nadzor nad trgovino prenesti na tujce v zameno za pomoč pri ponovnem prevzemu mesta. Ker so se zavedali, da ogromen tok beguncev beži v tuje koncesije, ne le iz kitajskih območij Šanghaja, temveč tudi iz okolice, so se Kitajci od leta 1854 lahko preselili v tuje koncesije.

## Upravna zgodovina
Staro mesto Šanghaja stoji na mestu relativno majhnega naselja v antiki, ki je začelo pridobivati na pomenu v 12. in 13. stoletju zaradi zamuljevanja vodnih poti gorvodno, zaradi česar so se pristaniške in tržne dejavnosti preselile iz večjih mest gorvodno na to lokacijo. Leta 1267, v dinastiji Song, je bil Šanghaj povzdignjen v status mestne občine z vojaško garnizijo znotraj okrožja Huating. Leta 1277 je bila mestna občina Šanghaj izbrana za lokacijo ene od sedmih carinskih oblasti v cesarstvu za upravljanje čezmorske trgovine; okoliško okrožje Huating je bilo povzdignjeno na raven prefekture. Lokacija carinarnice (ki je kasneje postala urad šanghajske okrožne vlade) je postala središče, okoli katerega je raslo staro mesto.
Pomen te trgovske funkcije je leta 1292 privedel do tega, da je Šanghaj dobil status okrožja, staro mesto pa je postalo sedež novega okrožja. Pod dinastijo Čing je postalo tudi sedež lokalnega okrožja in njegove uprave, ki jo je vodil intendant (taotai). Medtem ko so se tuje koncesije razvile v nova urbana območja Šanghaja, je staro mesto ostalo sedež okrožja, ki je nominalno vključevalo tuje koncesije, vendar se je v resnici oblast okrožja raztezala le na kitajska območja mesta, in sicer staro mesto, zahodna predmestja, ki so danes okrožje Minhang, ter pristanišča in tovarniška območja na severovzhodu. (Razen majhnega pristaniškega območja v bližini reke je bil današnji Pudong ločeno okrožje.) Leta 1912, po ustanovitvi Republike Kitajske, je staro mesto uradno dobilo status mesta (mesto Šanghaj) pod okriljem okrožja Šanghaj, čeprav je bil status mesta v naslednjih letih večkrat preklican in obnovljen zaradi političnih sprememb v prestolnici Pekingu in bojev za oblast med lokalnimi vojskovodji.
Leta 1927 je vlada Republike Kitajske v poskusu vzpostavitve oprijemljive kitajske oblasti v Šanghaju ustanovila Posebno občino Šanghaj. Občinska uprava se je preselila iz starega mestnega jedra v bližino Šudžjahuija. Leta 1928 je bilo mesto Šanghaj (Staro mesto) degradirano na okrožje v okviru Posebne občine. Leta 1930 je okrožje Šanghaj postalo ločena vzporedna upravna enota Posebne občine, okrožna uprava pa se je preselila v Minhang. To je bil konec vloge starega mesta kot sedeža vlade Šanghaja.
Od leta 1928 je bilo staro mesto okrožje Hunan (滬/沪南, ne smemo ga zamenjevati s provinco Hunan) je dobesedno pomenil 'južni Šanghaj'. Leta 1937 je kolaboracionistična lutkovna vlada pod japonsko okupacijo okrožje preimenovala v Nanši (dobesedno 'južno mesto'). Leta 1945, ko si je po koncu druge svetovne vojne povrnila Šanghaj, je vlada Republike Kitajske okrožje Nanši razdelila na okrožje Jimiao in okrožje Penglai. Leta 1959 je vlada Ljudske republike Kitajske obe okrožji ponovno združila v okrožje Nanši. (Med letoma 1961 in 1993 je bilo pristanišče na vzhodni strani reke Pudong del okrožja Nanši.) Leta 2000 je bilo okrožje Nanši združeno z okrožjem Huangpu, s čimer se je končal ločen obstoj starega mestnega jedra kot upravne enote.

## Danes
Danes staro mestno jedro vsebuje nekaj starodavnih, a prenovljenih značilnosti, kot je kompleks vrtov Jujuan, ki je bil prvič ustvarjen v 16. stoletju med dinastijo Ming, pešpoti v trgovskem območju okoli vrta in Mestni tempelj boga (v turističnih gradivih se pogosto imenuje okrožje Nanši, čeprav je območje zdaj v okrožju Huangpu).
Krožno obliko starega mestnega jedra zdaj zaznamujejo obkrožene velike ulice, ki zasedajo prostor nekdanjega obzidja, zdaj cesta Renmin na severu in cesta Džonghua na jugu. Staro mestno jedro je po sredini od severa do juga prerezala tudi cesta Henan. Staro mestno jedro je kombinacija starodavnih vijugastih ulic, pri čemer nekatere sodobne visoke stavbe postopoma posegajo v starejša območja.
Leta 2006 je mestna oblast Šanghaja sprejela načrt za zaščito zgodovinsko-kulturnega območja Starega mestnega jedra. V skladu z načrtom je celotno staro mestno jedro zaščiteno kot zgodovinsko-kulturno območje. 34 ulic, vključno z cesto Dadžing in cesto West Fangbang, je posebej zaščitenih kot zaščitene ulice.
Vendar pa se v istem obdobju nadaljuje obsežno rušenje starega mestnega jedra. Območje Vrt dišav (zaščiteno območje "Srednja cesta Fangbang-Cesta Dadžing"), skoraj celoten severozahodni kvadrant starega mestnega jedra, je bilo porušeno od leta 2002. Del območja je bil preurejen v hotel in stanovanjsko stavbo ter večnadstropne stavbe, kar je drastično spremenilo ulično podobo, preostali del območja pa je namenjen nizki stanovanjski soseski. Razvoj je sprožil tudi polemike, saj je vključeval rušenje pomembnega dela ohranjenega mestnega obzidja, pa tudi uničenje več hiš zgodovinskega pomena. The development has also roused controversy as it involved the demolition of a significant section of surviving city wall, as well as the destruction of several houses of historical significance.Krepko besedilo

## Gallery
- Ulica v starem mestu
- Ulica v starem mestu
- Cesta Danfeng (丹凤路) v starem mestu, jugovzhodni kvadrant
- Tržnica na cesti Sipai (四牌路) v starem mestu, jugovzhodni kvadrant
- Nočna tržnica v starem mestu na cesti Guangqi, 光启路)
- Vrt Jujuan
- Tempelj mestnega boga
- Čajnica Huxinting ob ribniku v vrtu Yu, zgrajena leta 1855, je še vedno v uporabi leta 2018
- Ribnik v trgovskem območju Staromestnega božanskega templja, tik pred vrtom Yuyuan
- Tržni prodajalec v trgovskem območju Staromestnega božanskega templja, 2018